# 梅尔卡多纳
梅尔卡多纳（又称麦卡多纳）是一家西班牙的零售公司，总部位于阿尔瓦拉特德尔索雷利斯，起源于拉波夫拉德法尔纳尔斯，两个城市都位于瓦伦西亚省。
截至2022年，梅尔卡多纳拥有1676家超市，其中1637家位于西班牙（覆盖52个省份，以及海外自治市休达和梅利利亚），其余39家位于葡萄牙。门店平均面积为1300平方米，采用所谓的“城市近邻商店”模式，商品涵盖食品、清洁与家居用品、化妆品和配件等类别，其中既包括自有品牌产品，也包括其他商业品牌产品。
截至2022年，梅尔卡多纳拥有 99,000 名员工（西班牙 95,500 名，葡萄牙 3,500 名），是西班牙零售领域市场份额最大的连锁超市，市场份额为25.8%。

## 历史
梅尔卡多纳公司成立于 1977 年，隶属于由弗朗西斯科·罗伊格·巴莱斯特（Francisco Roig Ballester） 及其妻子特立尼达·阿方索·莫乔利（Trinidad Alfonso Mocholi）所有的卡尔尼卡斯·罗伊格集团（Cárnicas Roig），旨在增加肉类销售和拓展杂货业务。据这对夫妇的儿子胡安称，“梅尔卡多纳”这个名字是为了模仿意大利面品牌梅尔卡多纳（Mercadonna），但稍作修改； 然而，其他来源指出，该名字来源于瓦伦西亚语的“妇女市场”（mercat de dona）。
1981年，胡安·罗伊格在妻子及兄弟弗朗西斯科、阿姆帕罗和特里尼达德的支持下，收购了父母经营的杂货店企业，当时该企业在瓦伦西亚拥有八家分店。
最初，梅尔卡多纳通过收购同行业的其他企业实现了扩张：1988年，收购了瓦伦西亚的22家Superette超市；1989年，收购了Cesta Distribución和Desarrollo de Centros Comerciales公司，从而得以在马德里建立业务； 1991年，收购了Dinos超市和Super Aguilar超市；1998年收购了加泰罗尼亚的Almacens Paquer、Superama和Supermercats Vilaró连锁店。此外，还签署了一些联盟协议，例如1997年为了进入安达卢西亚市场而与Almacenes Gómez Serrano达成的协议。
上述整合导致梅尔卡多纳一度陷入困境。然而，面对丰厚的收购报价，胡安·罗伊格仍然决定保留公司，探索有利于公司发展的管理模式。1990 年，胡安·罗伊格与妻子霍滕西亚一起收购了公司的大部分股份。
作为整合之后的第一项措施，梅尔卡多纳对供应商实施了降价政策，并大力投资于广告和促销活动，以极具吸引力的价格宣传一些产品，并通过其他产品来弥补利润损失。然而，这些措施收效不佳，于是公司转而采取一种名为“全面质量管理”的模式和一种名为“始终低价”的策略，两者皆于1993年推出。
2017年至2022年间，梅尔卡多纳对所有门店进行了全面翻新，遵循可持续性和能源效率的标准，优化了空间布局，并更加注重新鲜产品，例如引入了鲜榨橙汁机。
截至2018年，员工总数为85,800人，其中男性占36%，女性占64%。同年，该公司的投资额为15.04亿欧元。2019-2023年期间，计划投资超过 100 亿欧元，用于店铺改造、新店开业、物流自动化、公司数字化转型、在线销售以及启动在葡萄牙的业务。
2019年，梅尔卡多纳启动了国际扩张计划，在葡萄牙开设了第一家门店；次年将再开设十家门店，未来几年计划在这个伊比利亚半岛邻国开设150家超市。2016年至2018年间，梅尔卡多纳在国际化上投入了1.6亿欧元，并计划在2019年再投资1亿欧元。